# 蒙古婆罗米文字

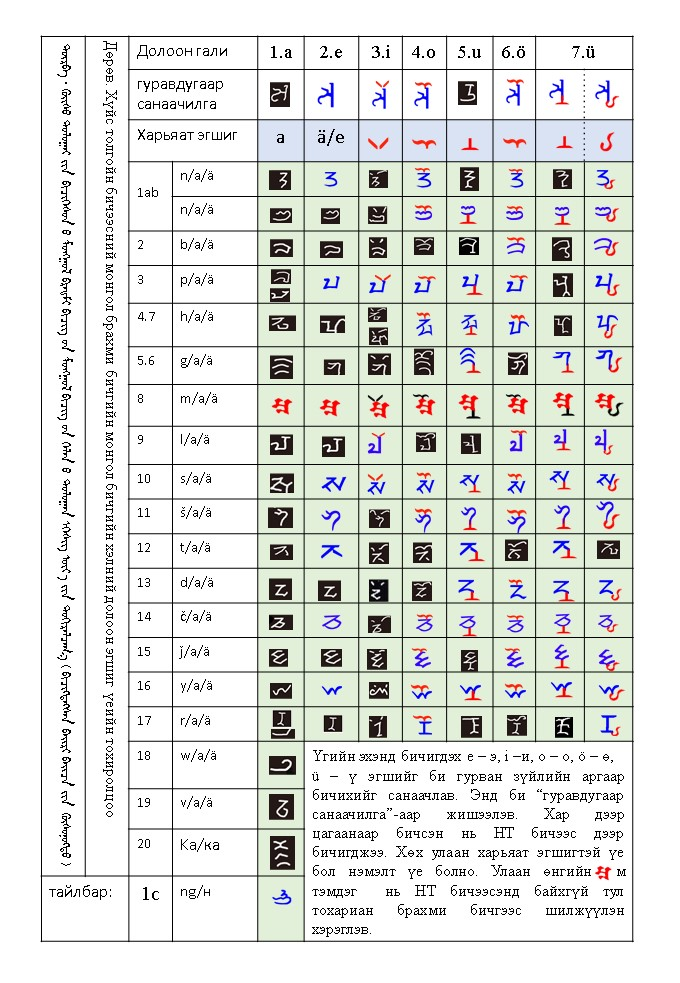
字母對照表

柔然文或蒙古婆罗米文出现於六世紀突厥汗國時期所立的惠斯陶勒盖碑文和之上，立碑時距離柔然汗國滅亡只有幾十年，據信是用來拼寫屬於蒙古語系的柔然語。
蒙古婆罗米文是一种拼写和音节组合的，从上往下，从右向左竖写的文字。该文字有2个独立元音，3个依赖元音（4个字符：6个音调：3个强元音和3个弱元音）和24个辅音或元辅音（20个音调）。

## 文字特点

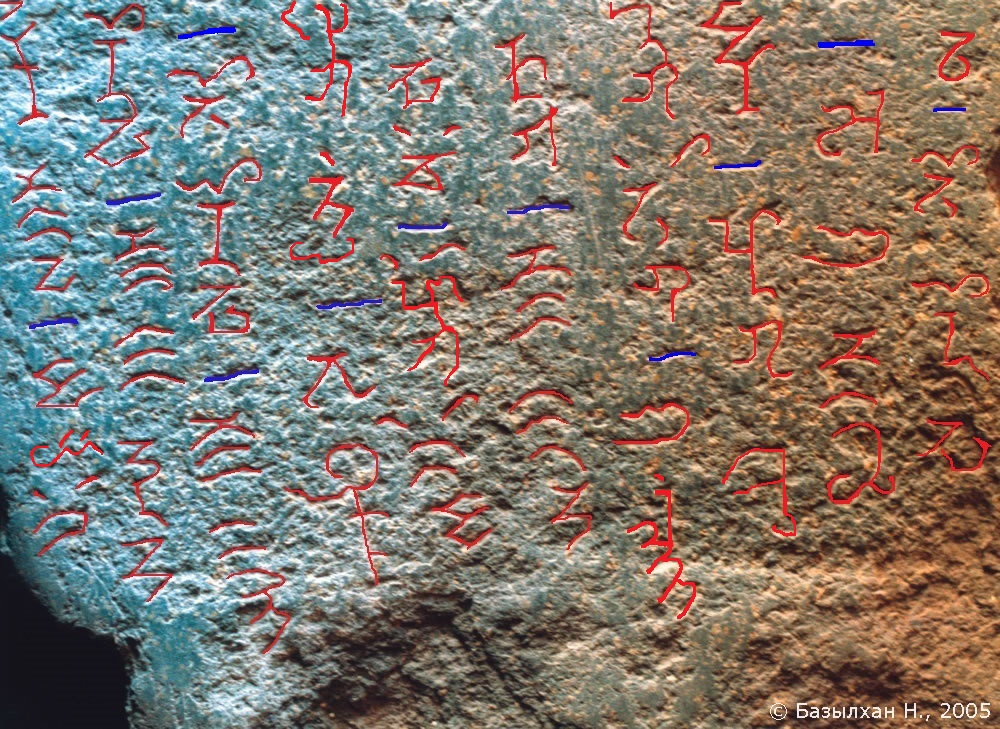
惠斯陶勒盖碑文上的婆罗米文字

布谷特碑有四面，三面书写粟特文，而余下一面为婆罗米文字，曾被推测为佛教经文。惠斯陶勒盖碑则仅有婆罗米文字。絲路綠洲的婆羅米字母文書，一律從左至右寫，行數從上而下排列，但此种文字为自上至下、自右至左的书写顺序。经婆罗米文字专家解读，发现这种文字所拼写的是一种蒙古语系的语言。而碑文中使用的婆罗米文字由31个字符（字母）组成。